# Prisoners Defenders
Prisoners Defenders es una ONG sin ánimo de lucro española de acción jurídica y defensa prodemocrática. La matriz de Prisoners Defenders tiene su oficina en España, en Madrid, y es una organización inscrita en el Registro Nacional de Asociaciones de España. Prisoners Defenders realiza defensa jurídica de los casos de violaciones de derechos humanos y sirve de fuente a otras ONG internacionales como Amnistía Internacional o Human Rights Watch sobre los casos de prisioneros de conciencia en Cuba, realizando, además de muchas otras actividades, la lista de presos políticos mensualmente. También han hecho notoria a esta asociación sus denuncias ante la Corte Penal Internacional y las Naciones Unidas en el ámbito de los derechos humanos, denuncias que han suscitado la respuesta pública del gobierno de Cuba ante los medios nacionales e internacionales.Desde temprano en su fundación, su sección Prisoners Defenders Asia ha logrado que Naciones Unidas, el Tribunal Europeo de Derechos Humanos y otras instituciones adopten decisiones en respuesta a sus procesos de denuncia, como en decenas de casos de detención arbitraria y violación de derechos humanos en Turquía, Irán, Vietnam, Pakistán, Bielorrusia, Baréin o Siria, consolidando una acción basada en el derecho internacional en las dos regiones donde opera. 
Entre las organizaciones que adoptan sus informes y explícitamente les referencian se encuentran el Parlamento Europeo, el Servicio de documentación de derechos humanos del Parlamento Europeo, la Comisión Inter-Americana de Derechos Humanos, las Naciones Unidas, el Congreso de los Estados Unidos, el Departamento de Estado de los Estados Unidos, Amnistía Internacional, Human Rights Watch, y muchas otras organizaciones, gobiernos e instituciones.
Igualmente se hacen eco de los informes de esta Asociación numerosos medios de comunicación internacionales como ABC, El Mundo, Le Monde, Le Point, Le Figaro, Telegraph, The Times, Euronews, Il Giornale, Die Welt, New York Times o Washington Post, entre cientos de diarios y publicaciones.

## Historia

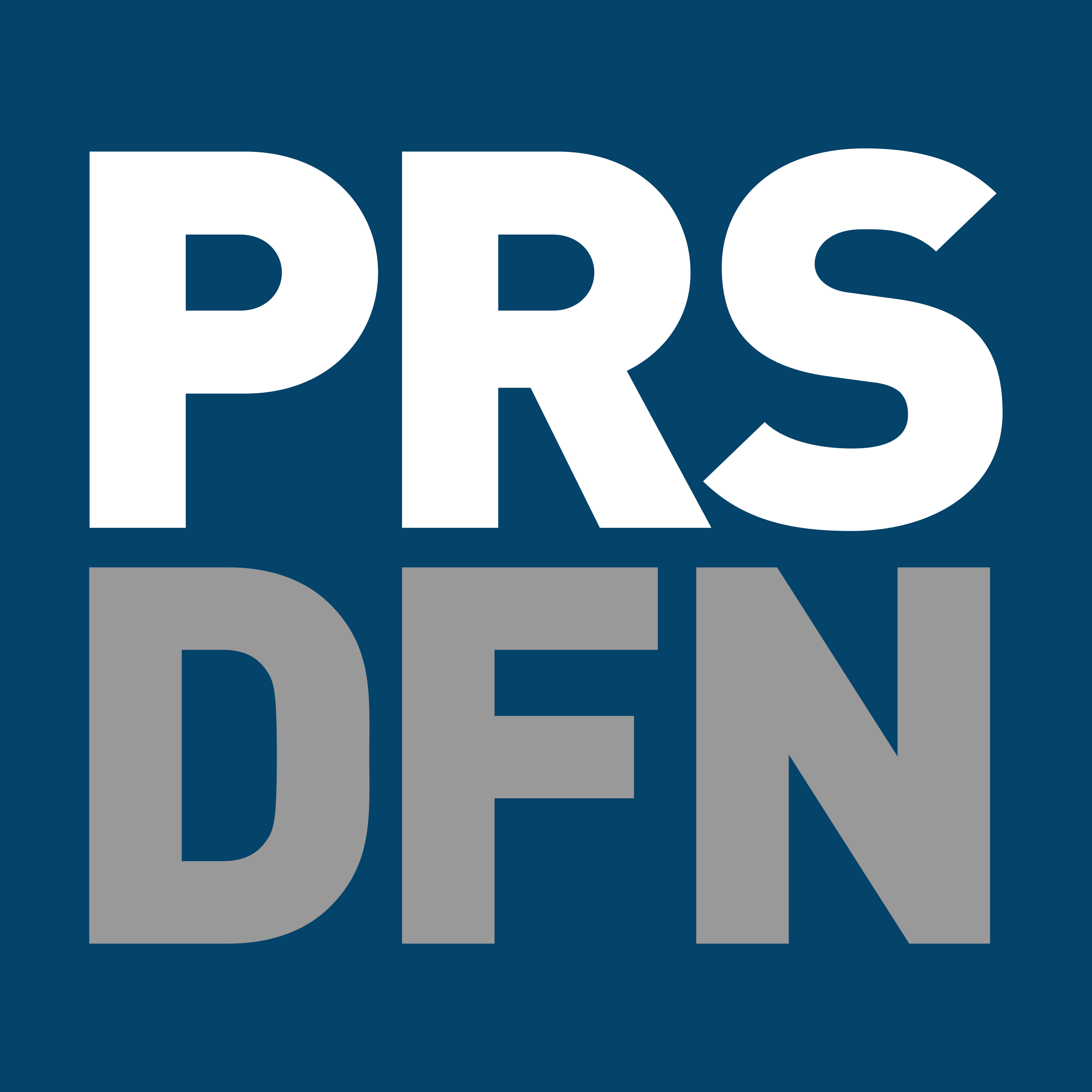
Logotipo de Prisoners Defenders

Como lo ha indicado su fundador y presidente, Javier Larrondo, la sección de Cuba de Prisoners Defenders, denominada Cuban Prisoners Defenders, fue la primera sección fundada de esta organización en septiembre de 2018 "para sostener y apoyar el activismo de las organizaciones de derechos humanos en Cuba". Pronto, en 2019, la organización se registró con el nombre formal "Prisoners Defenders International Network", o abreviadamente "Prisoners Defenders", debido a sus actividades en más de 10 países de Asia, Medio Oriente y Cuba. En declaraciones en el programa de televisión de Jaime Bayly, su fundador y presidente declaró que el trabajo de la organización nació porque "había que estructurar las denuncias de derechos humanos creando patrones de actuación, estudiar las legislaciones afectadas, testimonios de los damnificados, prensa e histórico y generar un paquete de información inexpugnable" para la denuncia en organismos internacionales y de cara a ser suministrado a los diplomáticos.
El 21 de noviembre de 2018, tres de los fundadores de Prisoners Defenders, Javier Larrondo, Blas Jesús Imbroda y Adolfo Fernández Saiz, anunciaban que llevarían ante la Corte Penal Internacional al gobierno de Cuba por crímenes de lesa humanidad en las misiones de internacionalización.
Tras unos meses desde su creación, en paralelo, su lista de presos políticos empezó a tomarse como referencia por los medios especializados en la temática de Cuba y las más relevantes organizaciones de derechos humanos de la isla. Así mismo, en febrero de 2019, Prisoners Defenders denunció el proceso constitucional de Cuba ante diplomáticos en la Unión Europea.
En mayo de 2019 la denuncia formal ante la Corte Penal Internacional y las Naciones Unidas realizada por Prisoners Defenders junto a José Daniel Ferrer días antes, fue presentada a los medios en la Organización de Estados Americanos con la participación y apoyo del Secretario General de la Organización de Estados Americanos, Luis Almagro, el 14 de mayo de 2019, lo que consolidó la importancia internacional de la ONG.Esta denuncia fue admitida a trámite, y posteriormente admitida a estudio en la Corte Penal Internacional, proceso en el que sigue actualmente y sobre el que la Corte ha recibido numerosas ampliaciones de información, la última en enero de 2024. En Naciones Unidas, la denuncia fue adoptada mediante la carta acusatoria a Cuba por trabajo forzado y esclavitud moderna el 6 de noviembre de 2019.
A partir de entonces, el crecimiento de la organización ha dado lugar al apoyo en Naciones Unidas de más de 260 denuncias de esta organización en los países en los que opera.

## Situación actual
Posteriormente, Prisoners Defenders ha presentado denuncias ante las Naciones Unidas por otros patrones de violación de derechos humanos, confirmándose aún más como un actor relevante en la escena de los derechos humanos en Cuba en un amplio espectro de actividades. Amnistía Internacional refrendaba esta importancia aún más al referenciar únicamente la lista de presos políticos de Prisoners Defenders como fuente de su trabajo con los prisioneros de conciencia en Cuba. Jaime Bayly ha indicado la importancia que esta organización ha tomado. Igualmente, la presentadora de televisión Karen Caballero, como otros medios masivos de Florida, los más difundidos en el ámbito de los derechos humanos en Cuba, también resaltaban la importancia de esta organización.
Amnistía Internacional ha mencionado las listas de prisioneros de la ONG como ejemplo de casos que podrían aplicar como prisioneros de conciencia. Prisoners Defenders participó en la Asamblea General de la Organización de los Estados Americanos el 25 de junio de 2019.

## Resultados
Prisoners Defenders conseguía en 2019 que las Naciones Unidas fallasen en la condena de las violaciones de derechos humanos en Cuba en múltiples ámbitos, tras iniciar demandas en el seno de Naciones Unidas, como las expatriaciones forzosas de disidentes de Cuba, la esclavitud y trabajo forzado de las Misiones de Internacionalización y de Médicos al exterior de Cuba, y las resoluciones de las Naciones Unidas sobre las detenciones y desapariciones forzosas en Cuba de José Daniel Ferrer García, José Pupo Chaveco y Fernando González Vaillant, en respuesta a Prisoners Defenders.
Basándose en la información de esta ONG y las resoluciones sobre el caso de José Daniel Ferrer del Comité Contra las Desapariciones Forzosas de Naciones Unidas, a instancias de Prisoners Defenders, la iniciativa de Dita Charanzova y Javier Nart, del Grupo Renew Europe, Leopoldo López Gil, del Grupo Popular, o Hermann Tertsch, del Grupo de los Conservadores y Reformistas Europeos, entre otros, y otros grupos de la Eurocámara pudo tener finalmente éxito en la votación de la sesión plenaria del 28 de noviembre de 2019.
Entre 2019 y 2020, las denuncias sobre los presos políticos en Cuba dieron como resultado que el Grupo de Trabajo para la Detención Arbitraria del Consejo de Derechos Humanos de las Naciones Unidas exigiera la liberación y reparación de daños a favor de 10 presos políticos de su lista: Iván Amaro Hidalgo, Josiel Guía Piloto, Marbel Mendoza Reyes, Silverio Portal Contreras, Aymara Nieto Muñoz, Eliecer Bandera Barreras, Humberto Rico Quiala, José Antonio Pompa López, Melkis Faure Hechevarría y Mitzael Díaz Paseiro. La organización ha obtenido desde su fundación en 2018 respaldo en las Naciones Unidas a más de 200 denuncias ante el Comité contra la Desaparición Forzada (CED), el Grupo de Trabajo para la Detención Arbitraria y numerosos Relatores Especiales de la Oficina del Alto Comisionado de las Naciones Unidas para los Derechos Humanos.
Prisoners Defenders mantiene la lista considerada por el "European Parliamentary Research Service", así como múltiples medios y organizaciones tales como Amnistía Internacional o Human Rights Watch, como referencia de los presos políticos en Cuba.

## Junta directiva
El máximo órgano de decisión de Prisoners Defenders es su Junta Directiva, compuesta a principios de 2019 por Javier Larrondo y Blas Jesús Imbroda, miembro del comité de asesores.

## Actividades
Las principales actividades de Prisoners Defenders son la creación de la lista de presos políticos y de conciencia, los informes jurídicos de cada preso, el sometimiento de la información y casos a organismos internacionales de apoyo a los derechos humanos, los estudios de calidad democrática, la acción jurídica directa (querellas, denuncias penales) de tanto los presos políticos y de conciencia como sobre crímenes de lesa humanidad en los tribunales competentes, los informes de estado de situación país y la ayuda humanitaria para afectados por la violación de derechos humanos.
La organización ha obtenido desde su fundación respaldo en las Naciones Unidas a más de 230 denuncias ante el Comité contra la Desaparición Forzada (CED), el Grupo de Trabajo para la Detención Arbitraria y numerosos Relatores Especiales de la Oficina del Alto Comisionado de las Naciones Unidas para los Derechos Humanos.

## Financiación
Según las propias manifestaciones del presidente de Prisoners Defenders en diversos programas de televisión, esta organización ha nacido con sus propios fondos personales.
El gobierno de la República Checa empezó a dotar de fondos a la organización desde 2023, a través de su programa TRANSITION, tal y como la organización indica en el pie de su página web.